# 南汎子
南汎子（日语：南ひろこ，1969年2月27日—），日本漫畫家。

## 經歷
神奈川縣横須賀市出身。從設計專門學校畢業後，曾當過一般上班族。1994年獲得竹書房《コミックフロンティア》月間賞而出道。
2008年以《ひなちゃんの日常》榮獲第37屆日本漫畫家協會賞之大賞，同年結婚。